# Ketap
Ketap is een bestuurslaag in het regentschap Bangka Barat van de provincie Bangka-Belitung, Indonesië. Ketap telt 1895 inwoners (volkstelling 2010).